# Comuna Nesolon, Novohrad-Volînskîi
Nesolon (în ucraineană Несолонська сільська рада) este o comună în raionul Novohrad-Volînskîi, regiunea Jîtomîr, Ucraina, formată din satele Dubivka, Nesolon (reședința) și Tesnivka.

## Demografie
Componența lingvistică a comunei Nesolon
     Ucraineană (99,41%)
     Alte limbi (0,59%)
Conform recensământului din 2001, majoritatea populației comunei Nesolon era vorbitoare de ucraineană (99,41%), existând în minoritate și vorbitori de alte limbi.